# Ilyarachna kurilensis
Ilyarachna kurilensis là một loài chân đều trong họ Munnopsidae. Loài này được Kussakin & Mezhov miêu tả khoa học năm 1979.